# Polymultipliée de l'Hautil 1998
La Polymultipliée de l'Hautil 1998, seconda edizione della corsa e valida come evento del circuito UCI categoria 1.4, si svolse il 27 settembre 1998, per un percorso totale di 138 km. Fu vinta dal francese Emmanuel Magnien, al traguardo con il tempo di 3h30'10" alla media di 39,39 km/h.

## Ordine d'arrivo (Top 10)
| Pos. | Corridore            | Squadra         | Tempo    |
| ---- | -------------------- | --------------- | -------- |
| 1    | Emmanuel Magnien     | Fran. des Jeux  | 3h30'10" |
| 2    | Jens Voigt           | Crédit Agricole | s.t.     |
| 3    | Pascal Lino          | BigMat          | a 10"    |
| 4    | Frédéric Gabriel     | Mutuelle        | a 1'10"  |
| 5    | Charles Guilbert     | Mutuelle        | a 1'45"  |
| 6    | David Delrieu        | Mutuelle        | a 4'42"  |
| 7    | Xavier Jan           | Franç. des Jeux | s.t.     |
| 8    | Kurt Van De Wouwer   | Lotto-Mobistar  | s.t.     |
| 9    | Anthony Langella     | Crédit Agricole | a 4'52"  |
| 10   | Grzegorz Gwiazdowski | Cofidis         | a 5'00"  |